# Siegbert Alber

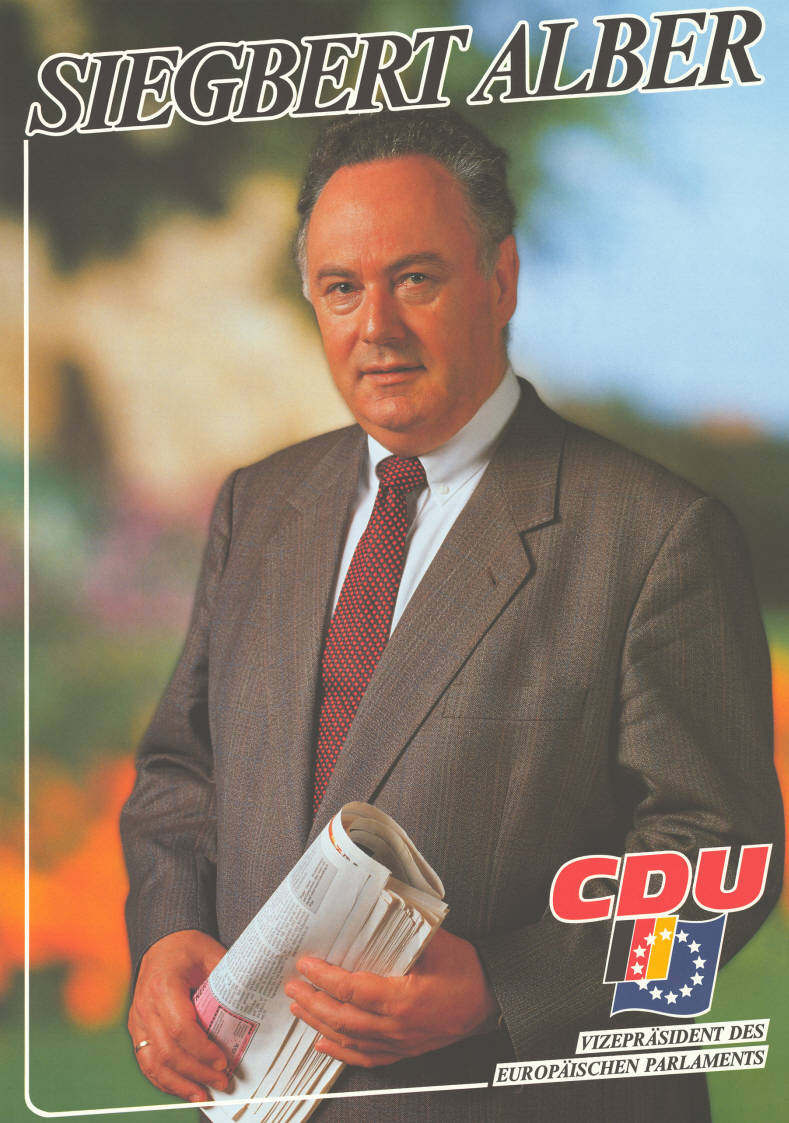
Siegbert Alber als Vizepräsident des Europäischen Parlaments auf einem Europawahlplakat der CDU

Siegbert Alber (* 27. Juli 1936 in Hechingen; † 4. Juni 2021 in Stuttgart) war ein deutscher Jurist und Politiker der CDU. Er war von 1977 (ab 1979 direkt gewählt) bis 1997 Mitglied des Europäischen Parlaments und von 1984 bis 1992 dessen Vizepräsident.

## Leben und Beruf
Nach dem Studium der Rechtswissenschaften war Alber zunächst als Gerichtsassessor, Staatsanwalt und Regierungsrat beim Landtag von Baden-Württemberg tätig. 1968/69 war er Referent der CDU-Fraktion im baden-württembergischen Landtag. 1997 wurde er Generalanwalt am Europäischen Gerichtshof und bekleidete dieses Amt bis Oktober 2003. Seit dem Wintersemester 2001/02 war Alber Honorarprofessor am Europa-Institut der Universität des Saarlandes. Im Jahr 2017 wurde er an der Fakultät für Staats- und Sozialwissenschaften der Universität der Bundeswehr München zum Doktor der Rechtswissenschaften (Dr. jur.) promoviert. Er war Mitbegründer der auf Lobbyarbeit spezialisierten Anwaltskanzlei Alber & Geiger in Brüssel.

## Politik
Alber war Mitglied der CDU. In der Nachwuchsorganisation Junge Union war er als Kreis-, Bezirks- und Landesvorsitzender aktiv. Von 1971 bis 1980 war er Vorsitzender des CDU-Kreisverbandes Stuttgart, der ihn anschließend zu seinem Ehrenvorsitzenden wählte. Alber war von 1969 bis 1980 drei Wahlperioden lang Abgeordneter der CDU im Deutschen Bundestag. Zeitweise gehörte er auch der Beratenden Parlamentarischen Versammlung des Europarates an, in der er von 1975 bis 1980 dem Ausschuss für Haushaltsfragen und intergouvernementale Arbeitsprogramme vorsaß. In der Versammlung der Westeuropäischen Union leitete er von 1977 bis 1980 den Haushaltsausschuss.  
Von 1977 bis 1997 war Alber Abgeordneter des Europäischen Parlaments, zunächst vom Bundestag entsandt, ab 1979 dann direkt gewählt. Von 1979 bis 1982 war er stellvertretender Vorsitzender im Ausschuss für Umweltfragen, Volksgesundheit und Verbraucherschutz und von 1982 bis 1984 stellvertretender Vorsitzender der christdemokratischen EVP-Fraktion. Von 1984 bis 1992 war Alber Vizepräsident des Europäischen Parlaments und von 1993 bis 1994 Vorsitzender im Ausschuss für Recht und Bürgerrechte.

## Ehrungen und Auszeichnungen
Siegbert Alber war bis 1998 Präsident der Paneuropa-Union. Er war Offizier der französischen Ehrenlegion und erhielt zahlreiche hohe Auszeichnungen, unter anderem das Große Verdienstkreuz des Verdienstordens der Bundesrepublik Deutschland, das Große Kreuz mit Stern und Schulterband des luxemburgischen Verdienstordens, das Große Goldene Ehrenzeichen der Republik Österreich und die Verdienstmedaille des Landes Baden-Württemberg.